# Plecia boliviana
Plecia boliviana är en tvåvingeart som beskrevs av Fitzgerald 1998. Plecia boliviana ingår i släktet Plecia och familjen hårmyggor. Inga underarter finns listade i Catalogue of Life.